# Иван Грен (голям десантен кораб, 2012)
Иван Грен е руски голям десантен кораб от проекта 11711, главен кораб в серията от два кораба, със заводски номер 01301, състоящ на въоръжение в Северния флот на ВМФ на Русия, в 121-ва бригада десантни кораби.

## Име
Кораба носи името си в чест на вицеадмирала Иван Иванович Грен, началник на артилерията в морската отбрана на Ленинград, началник на Управлението по бойната подготовка на ВМФ на СССР, военен учен-артилерист.

## Проект
Проектирането на кораба започва според техническото задание на ВМФ на ВС на Русия през 1998 г. в Невското Проектно-Конструкторском бюро (Санкт Петербург). Според първоначалния замисъл се предполага създаването на кораб с неголяма водоизместимост, способен да осъществява преходи по вътрешните водни пътища. Това изискване е оттеглено от ВМФ още на етапа на проектиране и кораба преминава в класа на големите десантни кораби (ГДК) с водоизместимост над 5000 тона, и възможности да транспортира подсилен батальон на морската пехота с техниката и неговото стоварване чрез превозвани от него самия понтони. Също се предполага базирането на кораба на два транспортно-бойни вертолета от типа Ка-29. Техническото задание за проектирането е променяно три пъти, проектирането се води 6 години.
През октомври 2014 г. е заявено за решението за строителството на втори кораб, който получава името „Пьотр Моргунов“. При това се планира вместо част от вносното оборудване да се използват руски аналози.
Изначално е планирана серия от шест кораба, обаче през 2015 г. е прието решение за съкращаване на строящите се кораби до два, поради приемането на решение за създаване на по-големи кораби от ново поколение, построяването на които трябва да започне през 2016 г. По състояние към 2018 г., строежа на корабите от новото поколение не е започнат.

## История на строителството
БДК „Иван Грен“ е заложен през 2004 г. в корабостроителния завод „Янтарь“. Спуснат е на вода на 18 май 2012 г. Към момента на спуска готовността на кораба е около 70%.
По състояние към 25 февруари 2015 г. кораба се достроява на вода. Първоначалното начало на швартовите изпитания е планирано за април 2015 г. Но поради недостатъчно финансиране, общото натоварване на корабостроителницата и липсата на професионални кадри те започват едва от 9 октомври 2015 г. В края на 2015 г. на БДК се качва екипажа. Нанесен е бордовия номер – 135.
На 19 януари 2016 г., в рамките на швартовите изпитания БДК, е преместен в корабен док, където е боядисана подводната част на корпуса. На 4 февруари 2016 г. е изведен от плаващия док и започва процеса по размагнитване. Също продължават изпитанията на дизел-генераторите.
Заводските ходови изпитания започват на 21 юни 2016 г. По време изпитанията провежда истинска спасителна операция. През пролетта на 2017 г. заводските ходови изпитания са продължени. За края на ходовите изпитания е съобщено през ноември 2017 г.
На 30 ноември 2017 г. започват държавните изпитания, предаването на флота се задържа поради проблеми със задния ход и устойчивостта.
На 2 юни 2018 г. е подписан приемният акт за завършване на държавните изпитания.

## Служба
Предаването на флота и вдигането на флага се състоят на 20 юни 2018 г. Кораба влиза в състава на Северния Флот. Кораба извършва междуфлотски преход от Балтийск и пристига в главната база на Северния флот – град Североморск на 22 октомври 2018 г.

## Командири на кораба
- капитан 2 ранг Василиев В. С.

## Галерия
- В Мурманск пристигна големият десантен кораб „Иван Грен“ от Северния флот. 8 септември 2022 г
- „Иван Грен“ на кея
- Изглед от кърмата